# Ludwigia peploides
Ludwigia peploides é uma espécie de planta aquática da família Onagraceae, sendo nativa da América e da Oceania e introduzida em alguns países da Europa, da Ásia e da África. Seus galhos medem entre dez centímetros e três metros, que tanto podem crescer verticalmente, como horizontalmente e suas folhas podem possuir formato lanceolado ou oval, e medem entre 2,5 e 3,8 centímetros, e tanto o caule quanto as folhas, possuem diversos tricomas distribuídos pela superfície. Possuem flores solitárias com pétalas de forte coloração amarela, que medem de um a 1,5 centímetros de comprimento, e que se desenvolvem a partir de pendões emergentes da parte superior da gema axilar. E seus frutos são compostos por cápsulas cilíndricas que contém diversas sementes em seu interior, que medem 1 milímetro cada uma. Nos locais em que é introduzida, pode causar diversos danos ambientais, ao reduzir significativamente a quantidade de oxigênio dissolvido, sulfatos e nitratos, e aumentando a quantidade de sulfetos e fosfatos, o que intoxica a água e mata a biodiversidade local, além se substituir as plantas nativas.